# 알살람 스타디움
알살람 스타디움(아랍어: ستاد السلام, 영어: Al Salam Stadium)은 경기장 인수 후 후원을 이유로 알 알리 WE 알 살람 스타디움(아랍어: ستاد الأهلي وي السلام)으로도 불리며 주로 협회 축구 경기에 사용되는 다목적 경기장이다. 30,000명을 수용할 수 있다. 이 경기장은 이집트 프리미어 리그의 알아흘리 SC와 엘 엔타그 엘 하비 SC의 홈구장이다. 이 경기장은 2009년에 지어졌으며, 2009년 FIFA U-20 월드컵 기간 동안 B조를 주최했으며, 2019년 아프리카 네이션스컵 경기도 개최했다.